# Dolina Smukalska

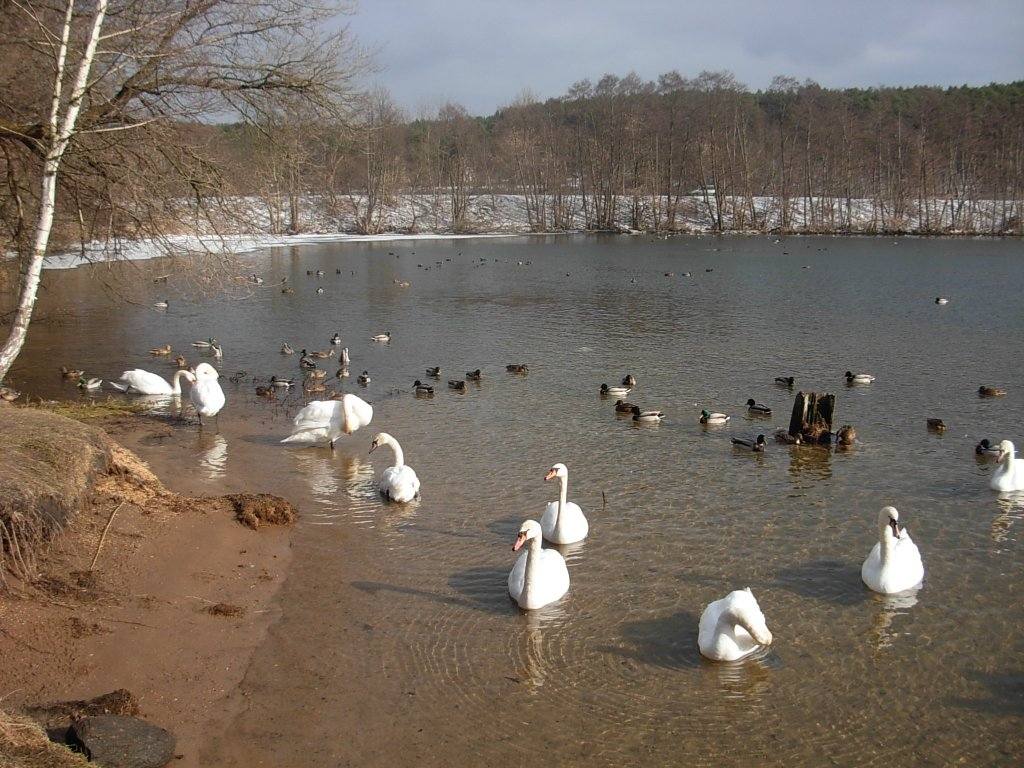
Zalew Smukalski

Dolina Smukalska (314.722) – mikroregion fizycznogeograficzny, stanowiący południową część mezoregionu Doliny Brdy.

## Położenie
Mikroregion zajmuje południową część Doliny Brdy, w obrębie północno-zachodnich osiedli Bydgoszczy oraz na północ od miasta. Nazwa pochodzi od Smukały – osiedla w Bydgoszczy.

## Charakterystyka
Mikroregion obejmuje fragment doliny Brdy z dwoma sztucznymi zbiornikami: Smukalskim i Tryszczyńskim, o podstawowej funkcji energetycznej. Każdy z nich ma pojemność 2,2 mln m³. Rzędna piętrzenia Zbiornika Smukalskiego wynosi 50 m n.p.m., (minimalna 48,5 m n.p.m.), a Tryszczyńskiego 55,5 m n.p.m., (minimalna 54,5 m n.p.m.). Zbiornik Smukalski ma szerokość do 200 m (średnio 120–150 m) a Tryszczyński do 360 m. Długość spiętrzonego odcinka rzeki wynosi 6–8 km. Wskutek spiętrzenia zalane zostały niskie, holoceńskie poziomy terasowe Brdy.
Wyższe terasy w obrębie mikroregionu zajmują lasy. W części lewobrzeżnej dominują siedliska boru świeżego, jedynie na północ od Bożenkowa znajdują się siedliska boru mieszanego. W części prawobrzeżnej przeważa bór mieszany świeży, a znaczną powierzchnię zajmują siedliska grądowe.
Istotną funkcją mikroregionu jest rekreacja, głównie poprzez lokalizacje kompleksów domów letniskowych (Janowo, Bożenkowo) i ośrodka wypoczynkowego (Camping Janowo). Wśród zabudowy mieszkaniowej (typu jednorodzinnego), która występuje w południowej części jednostki, spory udział mają domy letniskowe. W rejonie Smukały Dolnej, na madach oraz glebach organicznych przeważa gospodarka rolna. Jest to mikroregion o atrakcyjnym fizjonomicznie krajobrazie, a równocześnie obszar wysokich wymagań w zakresie czystości wód Brdy i wód zasilających ze względu na położone poniżej ujęcia wody pitnej „Czyżkówko”.
W obrębie jednostki występują dawne obszary eksploatacji kruszywa (piaski, żwiry), wymagające rekultywacji. Budowa sztucznych zbiorników, poza całkowitą zmianą stosunków hydrograficznych na niższych poziomach terasowych, powoduje rozwój procesów erozyjnych w strefie przybrzeżnej. Oprócz erozji bocznej procesy te są stymulowane wahaniami poziomu wody w zbiornikach (do 1,5 m). Niektóre fragmenty teras zostały podtopione, co powoduje zabagnienie i rozwój zbiorowisk olszowych.